# Iskăr, Plevna
Iskăr (în bulgară Искър, în trecut Ghighen Mahala) este un sat în comuna Guleanți, regiunea Plevna, Bulgaria. 
Satul a fost locuit de români.

## Demografie
Componența etnică a satului Iskăr
     Bulgari (99,3%)
     Nicio identificare (0,69%)
     Altele (0%)
La recensământul din 2011, populația satului Iskăr era de 286 locuitori. Din punct de vedere etnic, majoritatea locuitorilor (99,3%) erau bulgari. Pentru 0,69% din locuitori nu este cunoscută apartenența etnică.